# 미량화학
미량화학(독일어: Chemie im Mikromaßstab)은 분석 방법이자 소량의 화학 물질을 다루는 학교 및 대학 수준에서 널리 사용되는 교수법이다. 많은 전통적인 화학 교육이 다그램(multi-gramme) 준비에 중점을 두는 반면, 밀리그램의 물질은 마이크로 규모의 화학에 충분하다. 대학에서는 현대적이고 값비싼 실험실 유리 제품이 사용되며 생산된 물질의 검출 및 특성화를 위한 현대적인 방법이 매우 일반적이다. 학교와 남반구의 많은 국가에서는 비용이 저렴하고 비용이 들지 않는 재료로 소규모 작업이 이루어진다. 정성 분석에서 소규모 작업을 위한 장소는 항상 있었지만 새로운 개발은 학생이 접할 수 있는 화학의 많은 부분을 포함할 수 있다.

## 같이 보기
- 미량분석